# Beatrice van Saksen-Coburg-Gotha
Beatrice Leopoldine Victoria (Eastwell Park, Kent, Engeland, 20 april 1884 – Sanlúcar de Barrameda, Spanje, 13 juli 1966) was als kleindochter van koningin Victoria van het Verenigd Koninkrijk een lid van de Britse koninklijke familie.

## Jeugd
Prinses Beatrice werd op 20 april 1884 geboren te Eastwell Park, Kent, als de dochter van Prins Alfred, Hertog van Edinburgh en Groothertogin Maria Aleksandrovna, Hertogin van Edinburgh. Haar vader was de tweede zoon van koningin Victoria van het Verenigd Koninkrijk, haar moeder was een dochter van Keizer Alexander II van Rusland.
Beatrice bracht een groot deel van haar jeugd door op Malta, waar haar vader in de Royal Navy diende. Toen haar oudoom, hertog Ernst II van Saksen-Coburg en Gotha, op 2 augustus 1893 kinderloos stierf, kwam het dubbelhertogdom Saksen-Coburg en Gotha aan haar vader toe. De prins van Wales had namelijk van de troonopvolging afgezien. Beatrice ging met haar ouders, broer en zusjes vervolgens in Coburg wonen.

## Huwelijk
Prinses Beatrice had in 1902 een romance met groothertog Michaël Aleksandrovitsj van Rusland, de jongere broer van tsaar Nicolaas II. Hij was op dat moment de erfgenaam van de keizerlijke troon. Het kwam echter nooit van een huwelijk, omdat de Russisch-orthodoxe Kerk huwelijken tussen directe neven en nichten verbood.
Volgens de geruchten zou Beatrice trouwen met koning Alfons XIII van Spanje. Die trouwde in 1906 echter met Beatrices nicht, prinses Victoria Eugénie van Battenberg. Op dit huwelijk ontmoette Beatrice Alfons van Orléans-Bourbon, infant van Spanje, de vijfde Hertog van Galliera. Hij was een neef van koning Alfons XIII. De Spaanse koninklijke familie was niet blij met hun verloving en maakte hen duidelijk dat als ze zouden trouwen, ze in ballingschap zouden moeten leven.

## In ballingschap
Beatrice en Alfons trouwden toch. Het huwelijk werd voltrokken op 15 juli 1909 op Schloss Rosenau in de buurt van Coburg. Na hun huwelijk ging het paar in Coburg wonen. Op 20 april 1910 werd hun eerste kind geboren: Alvaro. In 1912 mocht het paar terugkeren naar Spanje, waar nog twee zonen, Alfons en Ataulfo, werden geboren.
Tijdens zijn ongelukkige huwelijk had koning Alfons XIII een groot aantal affaires, waaruit ook een aantal buitenechtelijke kinderen werden geboren. In die tijd ging ook het gerucht dat hij een affaire had met Beatrice. Dit gerucht werd waarschijnlijk veroorzaakt door de hechte band van Alfons en Beatrice, wat niet paste in de stijve etiquette van het Spaanse hof. Er werd gezegd dat Maria Christina van Oostenrijk, de moeder van Alfons XIII, woedend was door de geruchten en Beatrice gevraagd heeft om weg te gaan uit Spanje. Beatrice weigerde, waarop Alfons XIII haar verbande. Ze ging in Engeland wonen, waar haar drie zonen les kregen aan Winchester College, een public school in Winchester. Uiteindelijk werd ze vergeven en keerde het gezin terug naar Spanje, waar ze gingen wonen in Sanlúcar de Barrameda.
Nadat Spanje in 1931 was omgevormd tot de Tweede Spaanse Republiek, werd koning Alfons en zijn familie verbannen en verhuisde de Spaanse koninklijke familie naar Rome. Koning Alfons XIII stierf tien jaar later. In deze tijd verloren Beatrice en Alfons hun vermogen en Alfons ging werken voor Ford. Hun tweede zoon Alfonso was tijdens de Spaanse Burgeroorlog militair in het nationalistische leger van Franco en kwam in 1936 om het leven.
Beatrice stierf op 13 juli 1966 te Sanlúcar de Barrameda op 82-jarige leeftijd. Haar echtgenoot stierf negen jaar later. Hun zoon Ataulfo stierf in 1974 kinderloos. Hun enige kleinkinderen waren van prins Alvaro.